# Bursa bufonia
Bursa bufonia is een slakkensoort uit de familie van de Bursidae. De wetenschappelijke naam van de soort werd voor het eerst geldig gepubliceerd in 1791 door Gmelin als Murex bufonia.

## Voorkomen
Deze soort komt voor in tropische gebieden in de Indische- en het westelijk deel van de Grote Oceaan en kan tot 80 mm groot worden. Het is een carnivoor die leeft in ondiep water op rotsen en koraalriffen.